# Бюджетне управління Конгресу США
Бюджетне управління Конгресу США (англ. Congressional Budget Office (CBO)) - це федеральне агентство в рамках законодавчої гілки влади Сполучених Штатів, яке надає бюджетну та економічну інформацію Конгресу. На прикладі офіса законодавчого аналізу Каліфорнії (California Legislative Analyst's Office (LAO)), який управляє бюджетом штату на суворо позапартійній основі, бюджетне управління Конгресу США також було створено як позапартійне агентство згідно із законом: Congressional Budget and Impoundment Control Act of 1974.
Хоча політики з обох основних партій критикували Бюджетне управління Конгресу, коли його оцінки були політично незручними, економісти та інші науковці в переважній більшості відкидають заангажованість управління або його нездатність робити достовірні прогнози. Серед економістів існує консенсус щодо того, що "з урахуванням правових обмежень, Бюджетне управління Конгресу завжди видавало достовірні прогнози про наслідки як демократичних, так і республіканських законодавчих ініціатив".

## Історія
Бюджетне управління Конгресу було створено згідно з Розділом II Закону про бюджет Конгресу та контроль за вилученням коштів 1974 року (Congressional Budget and Impoundment Control Act of 1974 (Pub. L. 93-344)), який був підписаний президентом Річардом Ніксоном 12 липня 1974 р. Офіційна діяльність розпочалася 24 лютого 1975 р., коли директором стала Еліс Рівлін.
Створення Бюджетного управління стало результатом боротьби між президентом Річардом Ніксоном і Конгресом, контрольованим демократами за вплив на формування бюджету  Бюджетне управління було створено "в рамках законодавчої гілки влади, щоб посилити бюджетне розуміння Конгресу та його здатність діяти. Законодавці переслідували як технічну, так і політичну мету: Створити джерело бюджетної експертизи для допомоги в написанні щорічних бюджетів і зменшити залежність законодавчої влади від президентського Адміністративно-бюджетного управління". У 2015 році Інститут Брукінгса повідомив, що з моменту свого створення Бюджетне управління витіснило Офіс менеджменту та бюджету США "як авторитетне джерело інформації про економіку та бюджет в очах Конгресу, преси та громадськості".

## Місія
Бюджетне управління Конгресу є позапартійним і проводить "незалежний аналіз бюджетних та економічних питань для підтримки бюджетного процесу в Конгресі". Щороку агентство публікує звіти та кошториси витрат для запропонованих законопроектів, не надаючи жодних політичних рекомендацій.
Що стосується оцінки витрат для Конгресу, Бюджетне управління Конгресу виконує функцію, паралельну тій, що виконує Об'єднаний комітет з питань оподаткування для оцінки доходів Конгресу і Міністерство фінансів для оцінки доходів виконавчої гілки влади. Сюди входять прогнози щодо впливу на державний борг та оцінки витрат на законодавство.

## Склад
Бюджетне управління Конгресу складається з дев'яти підрозділів:
Бюджетний аналіз
Фінансовий аналіз
Аналіз охорони здоров'я
Праця, безпека доходів та довгостроковий аналіз
Макроекономічний аналіз
Управлінські, ділові та інформаційні послуги
Мікроекономічні дослідження
Національна безпека
Податковий аналіз